# Guadalupe
Guadalupe (em francês:  Guadeloupe) é um departamento ultramarino da República Francesa nas Caraíbas (Caribe), constituído pela "ilha de Guadalupe", que é na realidade composta por duas ilhas, Basse-Terre e Grande-Terre, e ilhas próximas.
As fronteiras fazem-se, por mar, com a Dominica, a sul, com Monserrate a noroeste e com Antígua e Barbuda a norte.
Sua capital é Basse-Terre, sendo que a capital económica é Pointe-à-Pitre, onde se encontra a maioria do comércio, bem como o Port Autonome de la Guadeloupe.
Tem estatuto de região administrativa, assim como Martinica, Reunião, Maiote e Guiana Francesa.

## Origem do nome
Seu nome atual foi dado por Cristóvão Colombo, que chamou-a de ilha de Santa Maria de Guadalupe, em 1493, em honra à Virgem Maria, venerada na cidade espanhola de Guadalupe, na Estremadura.

## História
A ilha de Guadalupe foi descoberta por Cristóvão Colombo em 14 de novembro de 1493. Tornou-se colónia francesa em 1635.
A Revolução Francesa de 1789 trouxe o caos à ilha. Sob a nova lei revolucionária, pessoas de cor livres tinham direito a direitos iguais. Aproveitando a situação política anárquica, a Grã-Bretanha invadiu Guadalupe em 1794, à qual os franceses responderam enviando soldados liderados por Victor Hughes, que retomaram as terras e aboliram a escravidão. No Reinado do Terror que se seguiu, mais de 1 000 colonos foram mortos.
Em 1802, o Primeiro Império Francês restabeleceu o governo e a escravidão pré-revolucionárias, provocando uma rebelião de escravos liderada por Louis Delgrès. As autoridades francesas responderam rapidamente, culminando na Batalha de Matouba em 28 de maio de 1802. Percebendo que não tinham chance de sucesso, Delgrès e seus seguidores cometeram suicídio em massa ao explodir deliberadamente suas lojas de pólvora. Em 1810, os britânicos novamente tomaram a ilha, entregando-a à Suécia em 1813. No Tratado de Paris no ano seguinte, a Suécia cedeu Guadalupe à França, dando origem ao Fundo de Guadalupe. Em 1816, o Tratado de Viena reconheceu definitivamente o controle francês de Guadalupe.
É um departamento ultramarino francês desde 1946.

## Política
A política de Guadalupe é organizada como a da França. Os prefeitos são eleitos pelo voto do povo, que também podem votar em vereadores e conselheiros regionais. Estes serão os deputados que irão representá-los na França e levar as queixas até o Chefe de Estado. A prefeitura do departamento fica em Basse-Terre.

## Geografia

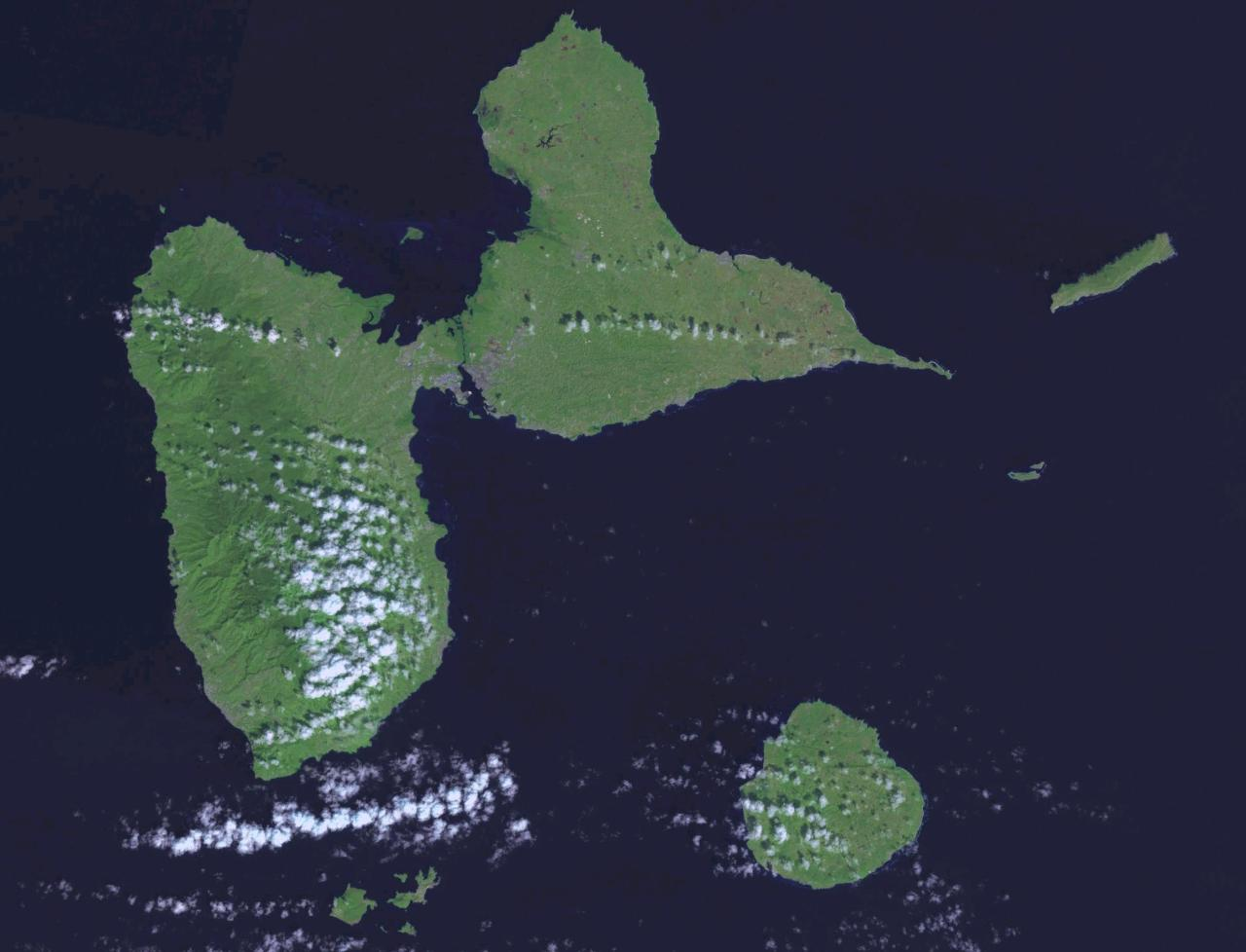
Imagem de satélite do grupo principal de Guadalupe

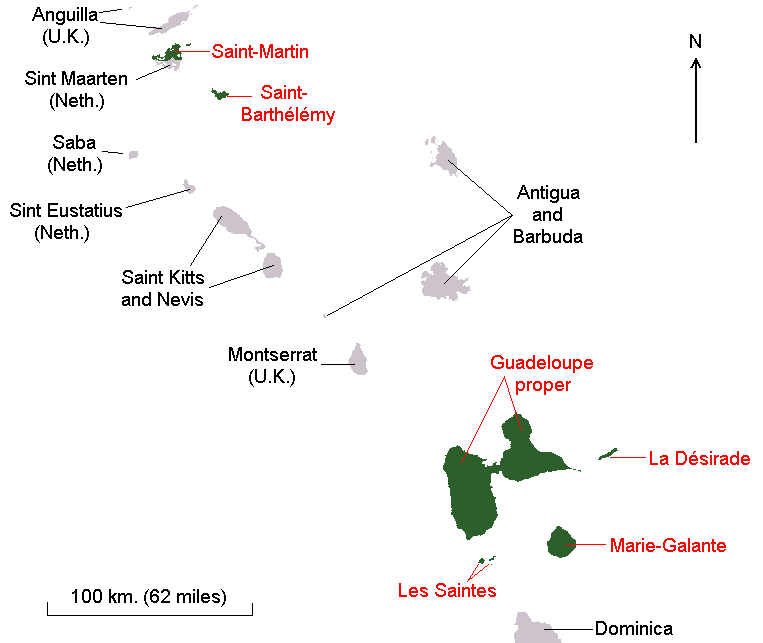
Localização das ilhas de Guadalupe

O território de Guadalupe é constituído por um grupo de ilhas:
- a "ilha de Guadalupe", que é na realidade composta por duas ilhas, Basse-Terre e Grande-Terre, e ilhas próximas:
  - Marie Galante
  - La Désirade
  - Ilhas dos Santos
  - ilhas da Petite-Terre

A capital deste departamento ultramarino e região francesa, Basse-Terre, encontra-se no sul da ilha de Basse-Terre, no sopé do vulcão activo La Grande Soufrière.

## Economia
A economia de Guadalupe vem tendo uma forte perda ultimamente. Isso ocorre pela taxa de desemprego (27% da força de trabalho) e pela sobreposição das importações pelas exportações (6% em 1996).
A agricultura é o motor da economia de Guadalupe. A cana-de-açúcar é o principal produto junto com a banana, Mas estes cultivos estão em crise. O cultivo de frutos e hortaliças não conseguem satisfazer as necessidades de 400 000 habitantes a cada ano, e Guadalupe tem de importar mais de dez mil toneladas de frutas e legumes anualmente.
O turismo parece ser o único setor da economia de Guadalupe a dar bons resultados. Em 2007 o fluxo de carros, navios, cruzeiros e hóspedes em hotéis aumentou positivamente. A maioria dos turistas é de origem francesa, italiana e belga.

## Demografia
Em 1 de Janeiro de 2006, estimou-se que população de Guadalupe estava em 400 736 habitantes, enquanto que em 1999, Guadalupe tinha 386 566 habitantes. Nos últimos sete anos, o crescimento populacional foi de aproximadamente 3,67%.
A densidade populacional em 2006 era de 246 habitantes por km², e mais de um terço do território do arquipélago é dedicado à agricultura. As zonas montanhosas não são habitáveis e espaço para a habitação é escasso.
Cerca de 72% da população de Guadalupe são afro-caribenhos e pardos, 14% são indo-caribenhos, 9% têm origem europeia, 2% da população têm origem asiática, sendo uma significativa parcela de origem árabe. Hispânicos e outros representam cerca de 3% da população.
A língua oficial é o francês, e praticamente toda a população, exceto os recém-chegados da França metropolitana, também fala o crioulo antilhano (crioulo de Guadalupe).

## Cultura
A música de Guadalupe tem origem dos escravos do arquipélago. É uma música simples, tocado com um instrumento de percussão chamado "Gwo-Ka". Embora haja significativa mescla de culturas no arquipélago, a população é predominantemente católica.

## Transportes
O território é servido pelo Aeroporto Internacional de Pointe-à-Pitre.